# Decemviri Legibus Scribundis Consulari Imperio (451 a.C.)
I Decemviri Legibus Scribundis Consulari Imperio costituirono il collegio eletto dai romani per la stesura di nuove leggi che regolassero l'ordinamento romano, ritenute necessarie a causa della decennale contrapposizione tra Patrizi e Plebei, e quindi tra Consoli e Tribuni della plebe, che rischiavano di nuocere allo sviluppo della città.

## 452 a.C.
Nel 452 a.C. i plebei e patrizi di Roma si accordarono sulla nomina di una commissione di dieci uomini, Decemviri con Imperio Consolare eletti per scrivere le Leggi, per preparare un codice di leggi che definisse i principii dell'ordinamento romano; durante la permanenza dei decemviri nel loro ufficio, tutte le altre magistrature sarebbero state sospese e le loro decisioni non sarebbero state soggette ad appello.
(Dionigi, Antichità romane, Libro X, 55)

## 451 a.C.
Il primo gruppo di decemviri, composto interamente di patrizi, assunse la carica nel 451 a.C. e fu guidato da Appio Claudio e da Tito Genucio Augurino, che erano consoli quell'anno.
Ogni decemviro amministrava il governo per un giorno a turno ed il decemviro che presiedeva in un dato giorno era preceduto dai littori che portavano i fasci.
La loro gestione della giustizia, nonostante prevedesse l'abolizione del diritto di appello, fu esemplare e presentarono un codice di leggi, Leggi delle XII tavole, che integrato con gli emendamenti proposti dai cittadini romani, fu approvato dai comizi centuriati.
Ritenuto che il comitato non avesse ancora completato il proprio compito, che in effetti si concluse con la stesura di due ulteriori tavole, per arrivare alle Leggi delle XII tavole), patrizi e plebei si trovarono d'accordo per eleggere un nuovo comitato per l'anno successivo.

## Elenco dei decemviri
- Appio Claudio Crasso, console;
- Tito Genucio Augurino, console;
- Tito Veturio Crasso Cicurino;
- Gaio Giulio Iullo;
- Aulo Manlio Vulsone;
- Servio Sulpicio Camerino Cornuto;
- Publio Sestio Capitone;
- Publio Curiazio Fisto Trigemino;
- Tito Romilio Roco Vaticano;
- Spurio Postumio Albo Regillense.